# Bunoderella metteri
Bunoderella metteri är en plattmaskart. Bunoderella metteri ingår i släktet Bunoderella och familjen Allocreadiidae. Inga underarter finns listade i Catalogue of Life.